# Amphodia prolata
Amphodia prolata är en fjärilsart som beskrevs av Heinrich Benno Möschler 1880. Amphodia prolata ingår i släktet Amphodia och familjen nattflyn. Inga underarter finns listade i Catalogue of Life.